# Music Station
Music Station (ミュージックステーション, Myūjikku Sutēshon) is een Japans muziekprogramma. De eerste uitzending vond plaats op 25 oktober 1986 en is nu nog steeds te zien op TV Asahi in High Definition tussen 20.00 en 21.00 uur.
Het programma wordt sinds maart 2007 ook uitgezonden op het Animaxkanaal in Zuidoost-Azië, Hongkong, Taiwan en andere regio's.

## Geschiedenis
Music Station is een wekelijks uitgezonden één uur durend muziekprogramma dat vergelijkbaar is met het Amerikaanse TRL of het Britse Top of the Pops. Artiesten maken eerst een praatje met de presentatoren en zullen vervolgens een optreden verzorgen. Ook wordt er een blik geworpen op de single-top 10 van de week en worden er andere onderwerpen uit de muziek belicht. Over het algemeen treden vooral Japanse artiesten op, maar regelmatig verschijnen in dit programma ook internationale artiesten die in Japan zijn voor de promotie van hun single. Internationale artiesten die hebben opgetreden in Music Station zijn onder meer Avril Lavigne, Backstreet Boys, Beyoncé, Maroon 5 en My Chemical Romance.
Het programma wordt gepresenteerd door het duo Mariko Do & Tamori. De twee vullen elkaar aan en ondersteunen elkaar bij het presenteren en interviewen van de artiesten. Tamori is een voormalige komiek, die het programma al sinds 1989 presenteert. Sinds de start is hij zowat in elke aflevering verschenen en heeft daarmee ongeveer 4.000 keer als presentator opgetreden. Zijn medepresentatrice Mariko Do presenteert het programma sinds 9 april 2004 en volgde Takeuchi Emi op, die het programma presenteerde vanaf 2000 tot 2004. Het kwam als een verrassing dat Mariko Do de opvolger zou worden, want ze was nog maar negen dagen in dienst van TV Asahi toen ze de kans kreeg het programma te presenteren.

## Segmenten
Wekelijkse singlehitlijst
Hierin komen de 10 bestverkochte singles van de week aan bod. Vaak komen deze artiesten ook optreden in het programma.
Maandelijkse albumhitlijst
Hierin worden maandelijks de bestverkochte albums van de artiesten besproken. Ook als een nieuwe artiest zijn debuutalbum uitbrengt, wordt er in dit blok vaak aandacht aanbesteed.
Muziekonderwerpen
Hierin worden vaak bepaalde onderwerpen belicht die te maken hebben met de muziekindustrie.
Praatsessie
Dit zijn korte gesprekken met de artiesten waarin artiesten de kans krijgen te vertellen over hun nieuwe en/of toekomstige projecten.